# 내시 (음악가)
내쉬(Gnash, 1993년 6월 16일 ~ )는 미국의 싱어송라이터, DJ, 음악 프로듀서이다. 2015년 3월, 데뷔 EP u를 사운드클라우드를 통해 공개했다. "i hate u, i love u"를 포함한 두번째 EP us 가 2016년 3월에 발매됐다. "i hate u, i love u"는 올리비아 오브라이언이 피쳐링을 맡았고 빌보드 핫 100에서 54위, 오스트레일리아 차트에서는 1위를 기록했다.